# Holzheim (Neu-Ulm)
Holzheim é um município da Alemanha, localizada no distrito de Neu-Ulm, no estado de Baviera.